# Indonesische Badmintonmeisterschaft 2017
Die Indonesische Badmintonmeisterschaft 2017 fand vom 28. November bis zum 2. Dezember 2017 in Pangkal Pinang statt.

## Sieger und Platzierte
| Disziplin    | Gold                                         | Silber                                      | Bronze                                         |
| ------------ | -------------------------------------------- | ------------------------------------------- | ---------------------------------------------- |
| Herreneinzel | Wisnu Yuli Prasetyo                          | Vicky Angga Saputra                         | Muhammad Bayu Pangisthu                        |
| Herreneinzel | Wisnu Yuli Prasetyo                          | Vicky Angga Saputra                         | Krishna Adi Nugraha                            |
| Dameneinzel  | Ruselli Hartawan                             | Dinar Dyah Ayustine                         | Susanto Yulia Yosephine                        |
| Dameneinzel  | Ruselli Hartawan                             | Dinar Dyah Ayustine                         | Bellaetrix Manuputty                           |
| Herrendoppel | Hendra Setiawan Mohammad Ahsan               | Frengky Wijaya Putra Sabar Karyaman Gutama  | Calvin Kristanto Giovani Dicky Oktavan         |
| Herrendoppel | Hendra Setiawan Mohammad Ahsan               | Frengky Wijaya Putra Sabar Karyaman Gutama  | Lukhi Apri Nugroho Tedi Supriadi               |
| Damendoppel  | Tania Oktaviani Kusumah Vania Arianti Sukoco | Agatha Imanuela Siti Fadia Silva Ramadhanti | Febriana Dwipuji Kusuma Tiara Rosalia Nuraidah |
| Damendoppel  | Tania Oktaviani Kusumah Vania Arianti Sukoco | Agatha Imanuela Siti Fadia Silva Ramadhanti | Meirisa Cindy Sahputri Virni Putri             |
| Mixed        | Akbar Bintang Cahyono Winny Oktavina Kandow  | Andika Ramadiansyah Mychelle Bandaso        | Zachariah Josiahno Sumanti Shella Devi Aulia   |
| Mixed        | Akbar Bintang Cahyono Winny Oktavina Kandow  | Andika Ramadiansyah Mychelle Bandaso        | Reinard Dhanriano Maretha Dea Giovani          |